# The Adventures of Johnny Cash
| Оценки критиков               | Оценки критиков |
| Источник                      | Оценка          |
| ----------------------------- | --------------- |
| AllMusic                      | [ 1 ]           |
| The Rolling Stone Album Guide | [ 2 ]           |

The Adventures of Johnny Cash — студийный альбом американского кантри-певца Джонни Кэша, изданный 6 сентября 1982 года лейблом Columbia Records. Песни «Georgia on a Fast Train» и «We Must Believe in Magic» были выпущены в качестве синглов и имели незначительный успех в чартах: «Georgia on a Fast Train» добралась до 55-го места в C&W, в то время как последняя достигла вершины лишь на позиции № 84 в C&W. Продюсером альбома выступил Джек Клемент.

## Отзывы
Альбом получил умеренные отзывы музыкальной критики и интернет-изданий. Диск не вошёл в чарт кантри-альбомов Billboard Top Country Albums, а его синглы «Georgia on a Fast Train» и «We Must Believe in Magic» не поднялись выше 50-го места в Hot Country Songs.

## Список композиций
| №   | Название                         | Автор(ы)                                    | Длительность |
| --- | -------------------------------- | ------------------------------------------- | ------------ |
| 1.  | «Georgia on a Fast Train»        | Billy Joe Shaver                            | 2:34         |
| 2.  | «John's»                         | Joe Allen                                   | 3:33         |
| 3.  | «Fair Weather Friends»           | Joe Allen, Johnny Cash                      | 2:51         |
| 4.  | «Paradise»                       | John Prine                                  | 3:10         |
| 5.  | «We Must Believe in Magic»       | Bob McDill, Allen Reynolds                  | 2:28         |
| 6.  | «Only Love»                      | Roger Cook, Sandy Mason Theoret, John Prine | 3:18         |
| 7.  | «Good Old American Guest»        | Merle Haggard                               | 3:20         |
| 8.  | «I'll Cross Over Jordan Someday» | Peck Chandler                               | 2:47         |
| 9.  | «Sing a Song»                    | Tommy Cisco                                 | 2:51         |
| 10. | «Ain't Gonna Hobo No More»       | Don Devaney                                 | 3:15         |

## Чарты

### Синглы
| Дебют в чарте/Год | Сингл                      | Чарт            | Высшая позиция |
| ----------------- | -------------------------- | --------------- | -------------- |
| август 1982       | «Georgia on a Fast Train»  | Country Singles | 55             |
| февраль 1983      | «We Must Believe in Magic» | Country Singles | 84             |